# Мері Волстонкрафт
Ме́рі Во́лстонкрафт (англ. Mary Wollstonecraft, 27 квітня, 1759 — 10 вересня, 1797) — англійська письменниця, філософиня і феміністка XVIII століття. Авторка романів, трактатів, збірки листів, книги про історію Великої французької революції, книги про жіночу освіту і дитячої книги. Волстонкрафт відома есеєм «На захист прав жінок» (1792), в якому стверджує, що жінки не є істотами, які стоять на нижчому щаблі розвитку відносно чоловіків, але здаються такими через недостатню освіту. Вона пропонує розглядати і чоловіків і жінок як розумних істот і уявляє суспільний лад, заснований на розумі.
Серед широкого загалу і особливо серед феміністок події особистого життя Волстонкрафт набули ширшої популярності, ніж її твори, через свою незвичність, а часом і скандальність. Дочка фермера, Волстонкрафт покинула батьківський дім у 16 років. Після двох невдалих стосунків з Генрі Фюзелі та Гілбертом Імлеєм Волстонкрафт одружилася з Вільямом Ґодвіном, філософом, предтечею анархізму. Їхня донька Мері Шеллі відома як авторка роману «Франкенштайн». Волстонкрафт померла в 38 років від післяпологової гарячки, залишивши після себе кілька незакінчених рукописів.
Після смерті письменниці Ґодвін у 1798 році видав мемуари про дружину, жінку без забобонів, чим мимоволі зашкодив її репутації. Однак з посиленням феміністського руху на початку XX століття погляди Волстонкрафт на права жінок і критика типового уявлення про жіночність ставали все більш важливими. Сьогодні Волстонкрафт вважають однією з перших феміністських філософинь, а її життя і роботи справили значний вплив на багатьох феміністок.

## Дитинство і юність
Волстонкрафт народилася 27 квітня 1759 року в лондонському районі Спіталфілдз. Її батько розтратив статок сім'ї, беручи участь в різних спекуляціях, і через важке фінансове становище Волстонкрафтам доводилося часто переїжджати. Пізніше батько змусив Мері відмовитися від тієї частини грошей, які вона успадкувала б після досягнення повноліття. Крім того, глава сім'ї страждав від алкоголізму й часто бив свою дружину. В юності Мері лягала спати поряд з дверима в спальню матері, щоб захистити її. Упродовж всього свого життя Мері мала сильний вплив на сестер — Еверіну (Еверайну) і Елізу. Так, наприклад, 1784 року переконала Елізу, яка страждала від післяпологової депресії, залишити чоловіка і немовля. Кинувши виклик загальноприйнятим нормам, Мері підготувала все, щоб сестра могла втекти. Подібний вчинок був немислимий у той час: Еліза не змогла більше одружитися і, втративши всі гроші на прожиття, була змушена працювати за копійки.
У молодості Волстонкрафт дружила з двома жінками. Першою була Джейн Арден (англ. Jane Arden) з Беверлі. Вони часто читали разом і відвідували лекції батька Арден, філософа-самоучки. Волстонкрафт насолоджувалася інтелектуальною атмосферою сім'ї Арден, високо цінувала свою дружбу з Джейн і навіть ставилася до подруги по-власницькому. Вона писала Джейн: «У мене сформувалося романтичне розуміння дружби… Я трохи своєрідна у своїх уявленнях про любов і дружбу; я повинна займати або перше місце, або ніякого». У деяких листах чітко простежуються емоційна мінливість і схильність до депресії, що переслідували Мері протягом усього життя.
Другою і набагато важливішою була дружба з Фенні Блад (Fanny Blood), яка, за словами Мері Волстонкрафт, сприяла розширенню її кругозору. Нещасна в сімейному житті, 1778 року Волстонкрафт покинула рідну домівку і погодилася працювати компаньйонкою Сари Доусон, вдови, що жила в Баті. Волстонкрафт довелося нелегко на службі у жінки з важким характером, але здобутий досвід згодом дуже допоміг у роботі над «Думками про освіту дочок» (1787). 1780 року Мері повернулася додому, щоб доглядати за вмираючою матір'ю, а після смерті матері залишила службу і поїхала до Бладів. Протягом двох років, проведених з Бладами, Волстонкрафт зрозуміла, що ідеалізувала Фенні, яка насправді дотримувалася традиційніших жіночих цінностей. Але Волстонкрафт завжди залишалася відданою Фенні та її сім'ї.
З Блад вона мріяла про життя в «жіночій Утопії»: дівчата планували разом знімати кімнати й підтримувати одна одну емоційно та матеріально, що, однак, було неможливо здійснити через нестачу коштів. Щоб заробити на життя, Волстонкрафт, її сестри і Фенні Блад організували школу в Ньюїнгтон-Ґрін (Newington Green), діссентерській комуні. Блад невдовзі заручилася і, після укладення шлюбу, її чоловік — Г'ю Скейз — відвіз її до Європи на лікування. Попри це, здоров'я Блад погіршилося ще сильніше, коли вона завагітніла. 1785 року Волстонкрафт залишила школу, поїхала до подруги, щоб доглядати за нею, але незабаром Фенні померла. Після від'їзду Мері школа в Ньюїнгтон-Ґрін закрилася. Смерть Блад спустошила Волстонкрафт і надихнула на створення першого роману «Мері» (1788).

## «Перша нового роду»
Після смерті Блад 1785 року друзі Волстонкрафт допомогли їй отримати посаду гувернантки для дочок англо-Ірландської сім'ї Кінгсборо в Ірландії. Стосунки Волстонкрафт з леді Кінгсборо не склалися, але дівчатка любили свою гувернантку. Маргарет Кінг пізніше сказала, що Волстонкрафт «звільнила її від усіх забобонів». Враження від роботи в сім'ї Кінгсборо увійшли в єдину дитячу книгу Волстонкрафт «Оригінальні розповіді з дійсності» (1788).

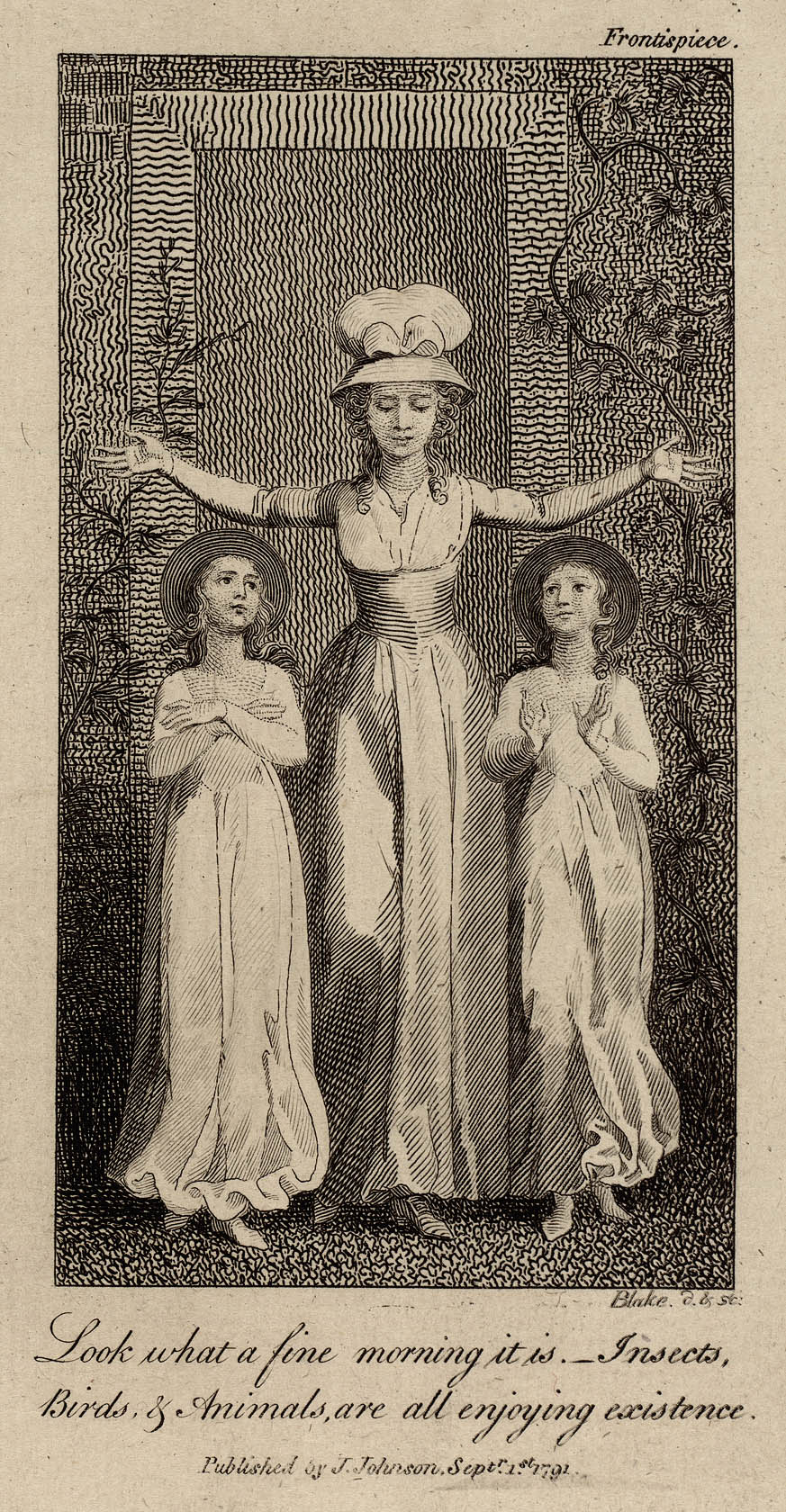
Фронтиспис до видання «Оригінальних оповідань з дійсності» 1791 року, гравірування Вільяма Блейка.

Розчарована обмеженим вибором, перед яким поставали поважні, але бідні жінки (роздуми на цю тему знайшли відбиття в розділі «Думок про освіту дочок», названому «Невдала ситуація жінок, модно освічених, і залишених без статку»), Мері полишила роботу гувернантки і почала кар'єру письменниці. Це був сміливий крок, оскільки в той час жінці складно було заробити на життя письменницькою працею. Як Мері писала сестрі Еверайні 1787 року, вона намагалася стати «першою нового роду». Ліберальний видавець Джозеф Джонсон допоміг Волстонкрафт знайти в Лондоні житло і роботу. Сам Джонсон став для Мері кимось набагато більшим, ніж просто другом — у своїх листах вона називала його батьком і братом. Вивчивши французьку та німецьку мови, Волстонкрафт зайнялася перекладами, серед яких найвідоміші «Про важливість релігійних думок» Жака Неккера і «Елементи етики для використання дітьми» Християна Готтгільфа Зальцмана. Вона також писала рецензії — переважно на романи — для періодичного видання Джонсона «Аналітичного огляду». Її кругозір розширювався не лише завдяки читанню, необхідному для роботи критика, але й завдяки людям, з якими вона зустрічалася. Волстонкрафт відвідувала відомі обіди Джонсона, де познайомилася з радикальним памфлетистом Томасом Пейном і філософом Вільямом Ґодвіном. Після першої зустрічі Ґодвін і Волстонкрафт залишились розчарованими одне одним: Ґодвін приїхав, щоб послухати Пейна, але Волстонкрафт нападала на нього весь вечір, не погоджуючись майже з будь-якого питання.
У Лондоні Волстонкрафт зав'язала романтичні стосунки з художником Генрі Фюзелі. Вона писала, що захоплювалася його генієм, «величчю його душі, живим розумом і чарівністю». Фюзелі був одружений, і Волстонкрафт запропонувала платонічний троїстий союз йому і його дружині. Дружина Фюзелі була шокована такою пропозицією, а сам Фюзелі припинив всі стосунки з Волстонкрафт. Після розриву вона виїхала до Франції, оскільки хотіла забути неприємну історію, а крім того, взяти участь у революційних подіях, оспіваних нею в нещодавньому «Захисті прав людини» (1790). Це есе вона створила у відповідь на консервативний критичний аналіз французької революції в книзі «Роздуми про Французьку революцію» Едмунда Берка. Воно принесло письменниці миттєву славу. Її порівнювали з такими знаменитими літераторами, як богослов і проповідник Джозеф Прістлі і Томас Пейн, чия книга «Права людини» (1791) виявилася найпопулярнішою відповіддю на випади Берка. Ідеї Пейна з «Прав людини» набули розвитку в найвідоміший праці Волстонкрафт «На захист прав жінок» (1792).

## Франція і Ґілберт Імлей

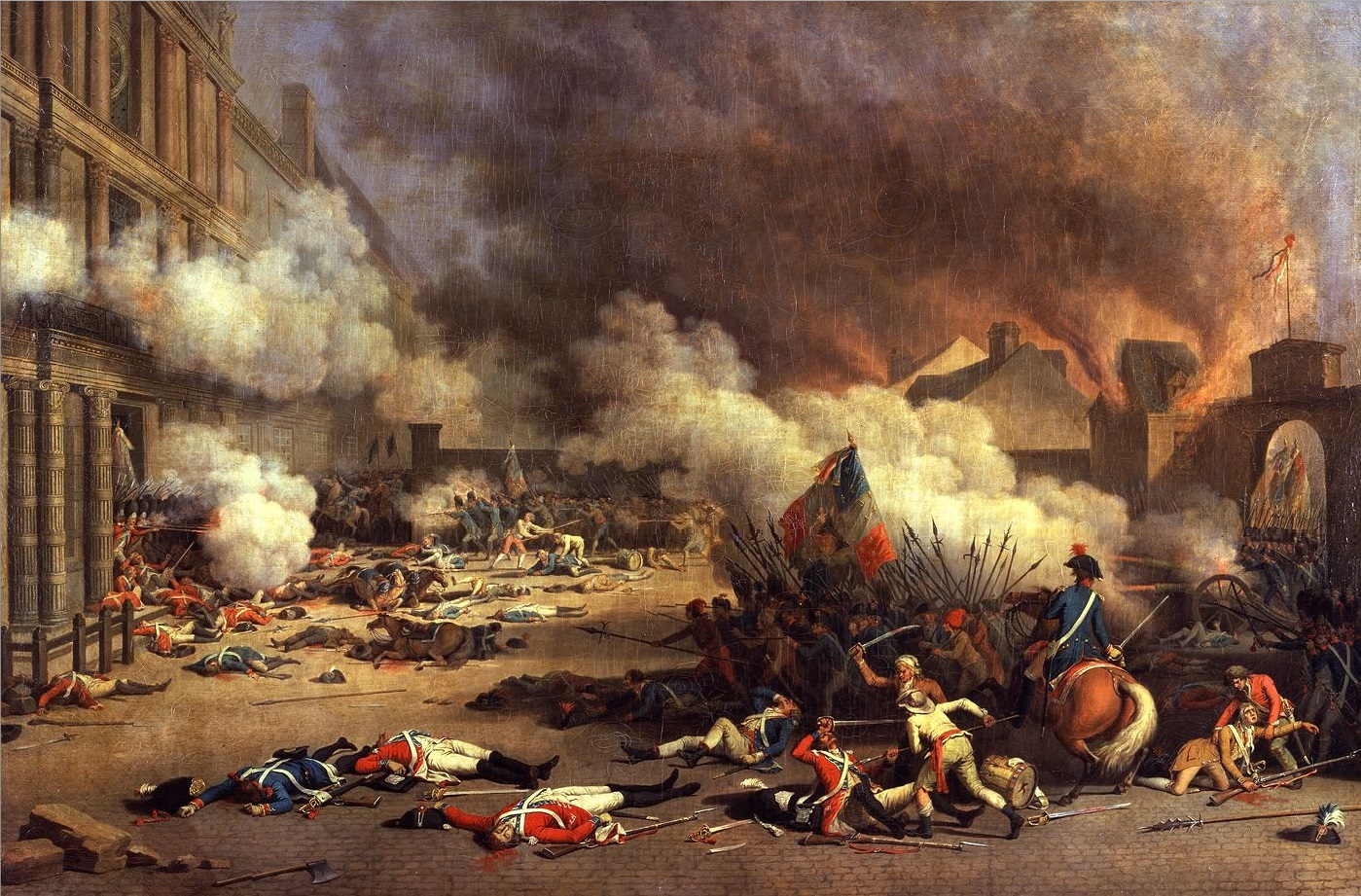
Взяття 10 серпня Палацу Тюїльрі. Падіння монархії, початок революційного терору.

У грудні 1792 року Волстонкрафт приїхала до Парижа. За чотири місяці до цього монархію у Франції було знищено, розпочався судовий процес над Людовиком XVI, у країні розгортався революційний терор. Мері приєдналася до кола британських підданих (серед них була і Гелен Марія Вільямс), які перебували в столиці Франції. Тільки що написавши «На захист прав жінок», Волстонкрафт була сповнена рішучості втілити свої ідеї в життя. Вона познайомилася з американським авантюристом Ґілбертом Імлеєм, у чиїй особі знайшла ідеального героя. Вона пристрасно закохалася в Імлея, хоча раніше заперечувала сексуальну складову любовних стосунків. 14 травня 1794 року Мері народила першу дитину — Фенні, названу на честь близької подруги. Волстонкрафт була у нестямі від радості, вона написала другові: «Моя маленька дівчинка починає смоктати так МУЖНЬО, що її батько нахабно стверджує, ніби вона напише другу частину „Прав жінок“». Попри побутові труднощі і небезпеки революційного терору, Волстонкрафт продовжувала активно писати. Перебуваючи в Гаврі в північній Франції, вона описала історію ранньої революції в книзі «Історичний і моральний погляд на французьку Революцію», виданій у Лондоні в грудні 1794 року.
Тим часом політична ситуація погіршувалася: Велика Британія оголосила війну Франції, британські громадяни, які перебували у Франції як піддані ворожої країни, опинились у великій небезпеці. Щоб захистити від переслідувань Волстонкрафт, Імлей формально зареєстрував її 1793 року як свою дружину. Насправді шлюб між ними так і не було укладено. Багатьох друзів Волстонкрафт (зокрема Томаса Пейна) заарештовано, деяких страчено. Сестри Волстонкрафт були впевнені, що вона у в'язниці. Повернувшись до Англії, Волстонкрафт і далі називала себе, навіть у колі рідних, «пані Імлей», щоб її дочка не набула репутації позашлюбної.
Імлей же охолонув до Мері, яка була повністю поглинута будинком і дочкою, і незабаром залишив її. Він обіцяв повернутися до Гавра, куди Волстонкрафт поїхала народжувати, але його тривала відсутність і рідкісні листи у відповідь на пристрасні заклики переконали Мері в тому, що Імлей невірний. Листи до нього в той період повні умовлянь і скарг, що їх більшість критиків пояснюють глибоким приниженням жінки, а інші — зовнішніми обставинами: Волстонкрафт залишилась одна з дитиною в центрі революційних подій.

## Англія і Вільям Ґодвін
У пошуках Імлея Волстонкрафт повернулася до Лондона в квітні 1795 року, але той остаточно розірвав стосунки. У травні 1795 року вона спробувала накласти на себе руки, ймовірно, за допомогою лаудануму, але Імлей врятував її життя (невідомо, як саме). Сподіваючись повернути його прихильність, Волстонкрафт одна, з маленькою дочкою і покоївкою, здійснила подорож до Скандинавії, щоб від імені Імлея провести ділові переговори і поправити його фінансове становище. Вона описувала свої враження в листах-роздумах, адресованих Імлею, багато з яких 1796 року вийшли окремою книгою «Листи, написані в Швеції, Норвегії й Данії». Коли Волстонкрафт повернулася до Англії і зрозуміла, що стосункам з Імлеем все-таки настав кінець, то зробила другу спробу самогубства, написавши йому:
|   | Нехай мої помилки підуть зі мною! Скоро, дуже скоро, я знайду спокій. Коли Ви отримаєте цей лист, моя гаряча голова вже охолоне[…] Я стрибну в Темзу, там, де ніхто не зможе вирвати мене з рук смерті, якої я так прагну. Хай благословить вас Бог! Бажаю Вам ніколи не випробувати того, що Ви змусили мене пережити. Якщо Ваша душа колись прокинеться, каяття знайде шлях до Вашого серця, і в розпал Ваших справ і розпусти я постану перед Вами, жертва Вашого обману.Оригінальний текст (англ.) Let my wrongs sleep with me! Soon, very soon, I shall be at peace. When you receive this, my burning head will be cold … I shall plunge into the Thames where there is least chance of my being snatched from the death I seek. God bless you! May you never know by experience what you have made me endure. Should your sensibility ever awake, remorse will find its way to your heart; and, in the midst of business and sensual pleasure, I shall appear before you, the victim of your deviation from rectitude. |
| — | |

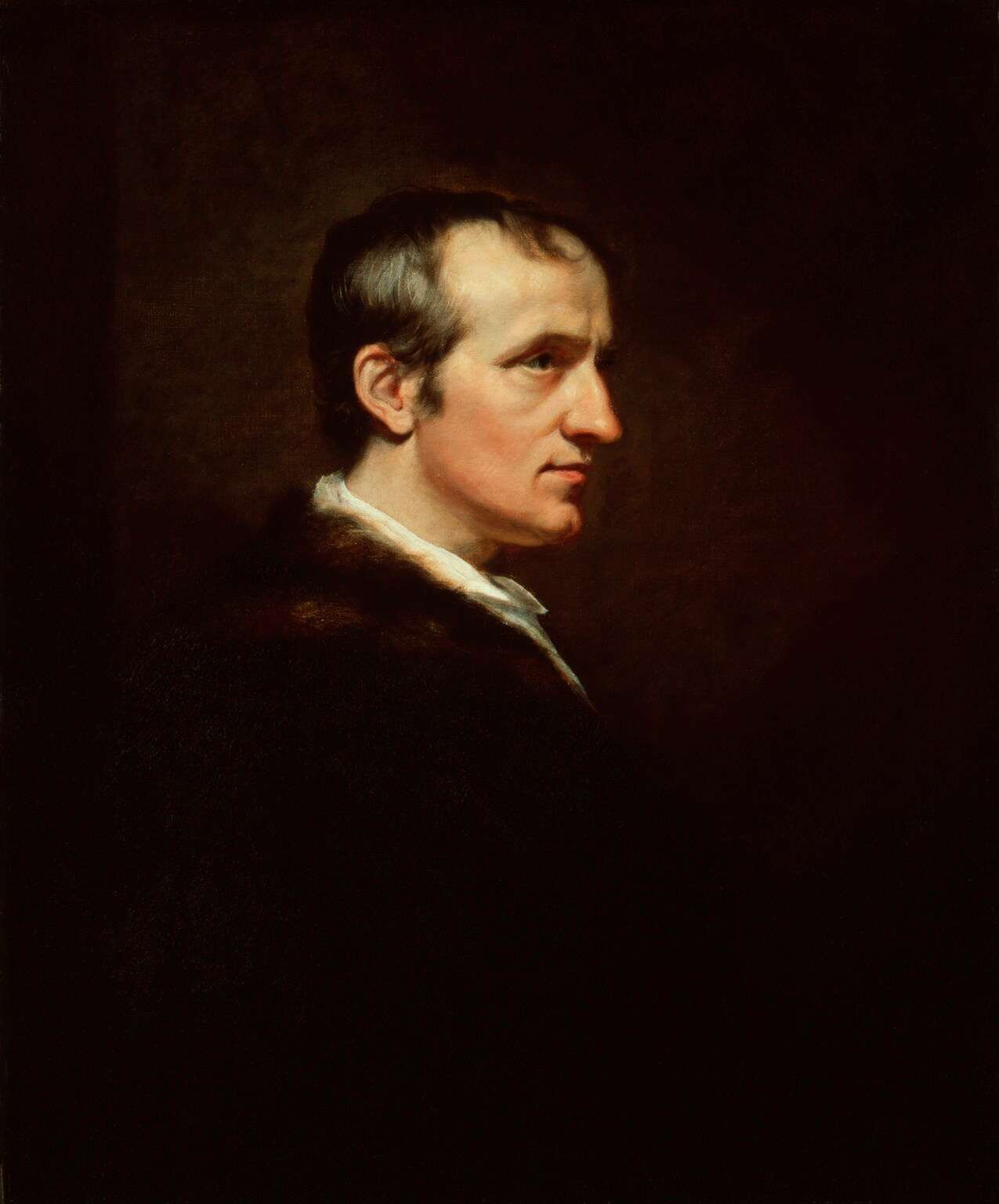
«Вільям Ґодвін», Джеймс Норткот. 1802, Національна портретна галерея (Лондон).

Дощової ночі перед тим, як стрибнути в Темзу, вона довго блукала вулицями, «аби одяг став важчим від води». Випадковий перехожий врятував її. Волстонкрафт вважала свою спробу самогубства не актом відчаю, а продуманим вчинком: «Мені тільки доводиться нарікати на те, що коли гіркота смерті пройшла, я жорстоко повернулась у життя і страждання. Але твердий намір не може бути засмучений розчаруванням, і я не дозволю вважати відчайдушною спробою те, що було однією з найспокійніших дій розуму. В цьому плані я відповідальна тільки перед самою собою. Якби я турбувалася про те, що називають репутацією, саме іншими обставинами я була б збезчещена».
Через деякий час Волстонкрафт повернулася до життя, відновила зв'язки з колом Джозефа Джонсона, особливо з Мері Гейс, Елізабет Інчбалд, Сарою Сіддонс, Вільямом Ґодвіном і знову зайнялася літературою. Поступово стосунки Ґодвіна і Волстонкрафт переросли в пристрасний роман. Ґодвін прочитав її «Листи, написані в Швеції, Норвегії і Данії» й пізніше писав: «Якщо колись і була книга, розрахована на те, щоб закохати чоловіка в авторку, це і є, як на мене, саме ця книга. Вона ділиться своїми печалями так, що заповнює нас меланхолією і розчиняє в ніжності, водночас вона проявляє геніальність, викликаючи наше захоплення». Вони одружилися 29 березня 1797 року, щоб узаконити дитину, яку чекала Мері. Тоді відкрилося, що Волстонкрафт ніколи не виходила заміж за Імлея. Через цей шлюб від подружжя Ґодвін відвернулися деякі з їхніх знайомих. Багато хто звинувачував Ґодвіна в непослідовності: у філософському трактаті «Політична справедливість» він виступав за скасування інституту шлюбу, в житті ж пов'язав себе шлюбними путами. Зберігаючи кожен свою незалежність, чоловік і дружина поселилися в двох суміжних будинках, відомих під назвою Багатокутник. Подружжя часто обмінювалося листами. На загальну думку, це були щасливі і міцні, хоча й трагічно короткі взаємини.

## Смерть і «Мемуари» Ґодвіна

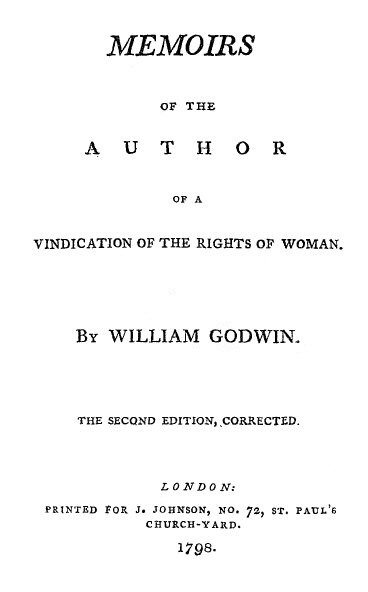
«Мемуари про авторку „Захисту прав жінки“» Ґодвіна (1798).

30 серпня 1797 року Волстонкрафт народила другу дочку — Мері. Спочатку здавалося, що пологи пройшли нормально, але частина плаценти залишилася всередині й це спричинило внутрішньоматкове зараження. 10 вересня після кількох днів мук Волстонкрафт померла від післяпологового сепсису. Ґодвін був спустошений: він написав другові Томасу Голкрофту: «Я переконаний, що кращої за неї немає у всьому світі. Я знаю з власного досвіду, що ми були створені один для одного. У мене немає жодної надії, що зможу знову колись пізнати щастя». Її поховали на цвинтарі старої церкви святого Панкратія, там же поставили пам'ятник. Згодом останки її та Ґодвіна перевезли до Борнмута. На надгробній плиті написано: «Мері Волстонкрафт Ґодвін, авторка есе „Захист прав жінки“: народилася 27 квітня 1759 року — померла 10 вересня 1797 року».
У січні 1798 року Ґодвін видав свої «Мемуари про авторку „На захист прав жінки“». Хоча Ґодвін вважав, що зобразив дружину з любов'ю, співчуттям і щирістю, багатьох читачів шокував той факт, що він розповів про позашлюбних дітей Волстонкрафт, її любовні зв'язки і спроби самогубства. Поет-романтик Роберт Сауті звинуватив його в «нестачі почуттів і в роздяганні мертвої дружини догола». «Мемуари» Ґодвіна зображують Волстонкрафт як жінку зі скептичним ставленням до релігії (більшим, ніж можна було судити за її творами); особистість, здатну відчувати глибокі почуття, готову до співпереживання і водночас раціональну. Погляди Ґодвіна на Волстонкрафт панували впродовж усього XIX століття і спричинили появу таких віршів, як, наприклад, «Волстонкрафт і Фюзелі» Роберта Браунінга і вірша Вільяма Роско, в якому є такі рядки:
Hard was thy fate in all the scenes of life: As daughter, sister, mother, friend, and wife;
But harder still, thy fate in death we own,
Thus mourn'd by Godwin with a heart of stone.

## Спадщина
За визначенням історика Кори Каплан Волстонкрафт залишила «дивний» спадок: вона була «авторкою-активісткою, майстерною в багатьох жанрах», але «аж до останньої чверті століття життя Волстонкрафт викликало більший інтерес, ніж її творчість». Під впливом «Спогадів» Ґодвіна в суспільстві на ціле століття сформувалося негативне ставлення до Волстонкрафт. Марія Еджворт взяла письменницю за основу образу «примхливої» Гаррієт Фрік у романі «Белінда» (1801). Слідом за нею й інші романісти: Мері Гейз, Шарлот Сміт, Фанні Берні і Джейн Вест, бажаючи дати «моральний урок» своїм читачам, створили низку подібних персонажів. Дослідник життя і творчості Волстонкрафт Вірджинія Сапіро зазначає, що мало хто у XIX столітті читав і вивчав її твори, оскільки панувала думка, «що жінка, яка має почуття власної гідності, не повинна [їх] читати». Одним важливим винятком була Джордж Еліот, що написала есе про ролі та права жінок, в якому порівнює Волстонкрафт з Маргарет Фуллер, американською феміністкою. Коли почався сучасний феміністський рух, такі різні за своїми політичними переконаннями жінки, як Вірджинія Вулф і Емма Голдман, звернули увагу на особистість Волстонкрафт і висловили своє захоплення її «життєвими експериментами» (визначення Вулф у відомому есе). Багато хто, проте, продовжував засуджувати спосіб життя Волстонкрафт.
Тільки з появою наукової феміністської критики в 1960-х і 1970-х роках праці Волстонкрафт нарешті визнано основоположними для цього питання. Їхня доля віддзеркалила долю самого феміністського руху. На початку 1970-х років видано шість великих біографій Волстонкрафт, що представляють її «пристрасне життя як доповнення до її радикальних і раціоналістичних поглядів». Історики дивилися на Волстонкрафт як на парадоксальну, але все ж інтригуючу фігуру, яка не відповідає версії фемінізму 1970-х років, де особисте життя пов'язане з політичним життям. У 1980-х і 1990-х роках з'явилася ще одна концепція Волстонкрафт, що описує її як здебільшого творіння свого часу. Такі вчені, як Клаудія Джонсон, Гері Келлі та Вірджинія Сапіро, вказували на зв'язок між думками Волстонкрафт та іншими важливими ідеями XVIII століття про почуття, економіку й політичну теорію.
Останніми роками твори Волстонкрафт впливали на фемінізм поза науковим співтовариством. Аяан Хірсі Алі, феміністка, критично налаштована до Мусульманських поглядів на жінок, процитувала памфлет «Права жінки» у своїй автобіографії й написала, що її «надихнула Мері Волстонкрафт, яка першою відкрила жінкам, що вони мають таку саму здатність мислити, як і чоловіки, і заслуговують на ті самі права». Слід також відзначити рух феміністок «пролайф» (англ. pro-life feminism), члени якого посилаються на заяви Волстонкрафт проти аборту.

## Основні твори

### Навчальні твори

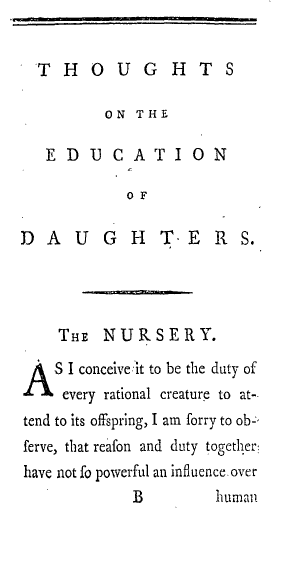
Перша сторінка з першого видання книги «Думки про освіту дочок» (1787)

У більшості ранніх творів Волстонкрафт звертається до питання освіти. Вона зібрала «Жіночу хрестоматію» — антологію літературних уривків «для вдосконалення молодих жінок» — і переклала дві дитячі книги: «Молодий Грандісон» (англ. Young Grandison) Марії Гертрейди ван де Веркен де Камбон і «Основи моральності» (Elements of Morality) Крістіана Готгільфа Зальцмана. І в книзі «Думки про освіту дочок» (1787), і в книзі для дітей «Оригінальні розповіді з реального життя» (1788) Волстонкрафт підтримує ідею виховання дітей у дусі середнього класу, що зароджується, який цінує самодисципліну, чесність, ощадливість і суспільний спокій. Обидві книги також підкреслюють важливість розвитку дитячого розуму; тут Волстонкрафт близькі ідеї Джона Локка. Однак значна увага, яку письменниця приділяє релігійній вірі й почуттям, відрізняє її працю від праці Локка і пов'язує цей твір з сенсуалізмом, популярним наприкінці XVIII століття. Обидва тексти також виступають за необхідність освіти серед жінок — тема, що викликала в той час запеклі суперечки і до якої письменниця неодноразово звертатиметься впродовж усього подальшого життя (особливо в «На захист прав жінки»). Волстонкрафт стверджує, що освічені жінки будуть добрими дружинами і матерями і зрештою сприятимуть благу держави.

### «На захист прав людини» (1790)
Праця «На захист прав людини» (1790) з'явилась як відповідь на книгу Едмунда Берка «Роздуми про революцію у Франції» (1790) — захист конституційної монархії, аристократії та англіканської церкви. У ній Волстонкрафт піддає критиці аристократію і підтримує республіканців. Це була перша відповідь на «Роздуми…» Берка у війні брошур, що стала згодом відомою як «Суперечка про революцію», у якій трактат Томаса Пейна «Права людини» (1792) став закликом до дії для реформаторів і радикалів.
Волстонкрафт засуджувала не лише монархію і спадкові привілеї, але також і мову, яку Берк використовував, щоб відстояти свої консервативні переконання. У відомому уривку з «Роздумів» Берк журився: «Я думав, що десять тисяч мечів мали б вистрибнути з піхов, щоб помститися навіть за погляд, який погрожував нашкодити їй, Марії-Антуанетті. Але лицарський вік уже минув». Більшість противників Берка бачило в його словах лише показне співчуття до французької королеви — співчуття, яке, на їхню думку, не враховувало долю народу. Волстонкрафт була унікальною в критиці берківського розуміння призначення жінки. Перевизначаючи піднесене і прекрасне, — терміни, які Берк розробив у трактаті «Філософське дослідження щодо виникнення наших понять про високе і прекрасне» (1756), — вона підірвала його риторику і аргументи. Він пов'язував прекрасне зі слабкістю і жіночністю, а піднесене — з силою і мужністю. Волстонкрафт повернула ці визначення проти нього, стверджуючи, що театральність перетворює читачок Берка — громадянок — на слабких жінок, якими керує лише видимість. У своєму першому відверто феміністському критичному аналізі, який на думку дослідниці Волстонкрафт Клаудії Л. Джонсон залишається неперевершеним за силою аргументів, Волстонкрафт звинувачує Берка в захисті нерівного суспільства, заснованого на пасивності жінок.
У своїх аргументах за республіканську чесноту, вона протиставляє дух середнього класу, що зароджується, порочній (на її думку) системі моралі аристократії. Волстонкрафт перебувала під впливом ідей Просвітництва, вірила в прогрес і висміювала Берка за те, що він покладався на традицію і звичай. Вона наводить аргументи на користь раціональності, вказуючи, що система Берка призвела б до продовження рабства, просто тому що воно було спадковою традицією. Вона описує ідилічне сільське життя, де кожна сім'я матиме своє господарство, що якраз задовольнятиме її потреби. Волстонкрафт протиставляє свою утопічну картину суспільства, описану за допомогою того, що вона називала справжнім почуттям, помилковому почуттю Берка.
Трактат «На захист прав людини» був першою відкрито політичною, а також першою феміністською працею Волстонкрафт. На думку Джонсон, «здається, що під час написання останніх частин трактату „Права людини“ вона відкрила предмет, яким буде займатися решту своєї кар'єри». Саме цей твір приніс їй славу.

### «На захист прав жінок» (1792)
«На захист прав жінок» — одна з найперших робіт феміністської філософії. У своєму трактаті Волстонкрафт пише, що жінки повинні здобувати освіту, відповідну до їхнього становища в суспільстві. Потім вона перевизначає це положення, стверджуючи, що жінки становлять життєво важливу частину суспільства, тому що виховують дітей і можуть бути чоловікам «супутницями», а не просто дружинами. Замість того, щоб бачити в жінках просто декоративну прикрасу суспільства або власність, придбану в шлюбі, Волстонкрафт вважає, що вони заслуговують на такі ж права, як і чоловіки. Значна частина «Прав жінки» присвячена полеміці з авторами книг про поведінку (Джеймсом Фордайсом і Джоном Грегорі) і філософами (зокрема з Жаном-Жаком Руссо), які вважали, що жінкам освіта необов'язкова. Руссо стверджує в книзі «Еміль, або Про виховання» (1762), що жінки повинні бути освічені для задоволення чоловіків.
Праця Мері «На захист прав жінок» (1792) — це доволі складне дослідження самого жіноцтва, того, що вона сама називає «різницею статей». «Захист прав жінок» є гострополемічним виступом проти ув'язнення жінки в рамках жіночої сексуальності. Письменниця доводить, що підкорення розуму тілу, душі — чуттєвості поневолює і розбещує жінок, а через них і все суспільство. На противагу домінуючому визначенню жінки як «вічної Єви», вона пропонує своє альтернативне бачення природного духу, що не має статі, — раціональної, моральної сутності кожного індивіда, — позбавлення якого від штучно стимульованої чуттєвості підніме жіноцтво від підлеглого становища до становища повноцінного, незалежного суб'єкта — до «становища людської істоти», за її словами, «безвідносно до статевої різниці». Незважаючи на те, що формальна рівність з чоловіками розглядалась як завдання жіночого руху, основною метою була докорінна трансформація самого жіноцтва, «революційних змін у жіночому способі існування», які революційно змінять увесь суб'єктивний вимір відносин чоловіка і жінки. Ідеї, сформовані Волстонкрафт, заклали основи раннього радикального фемінізму.

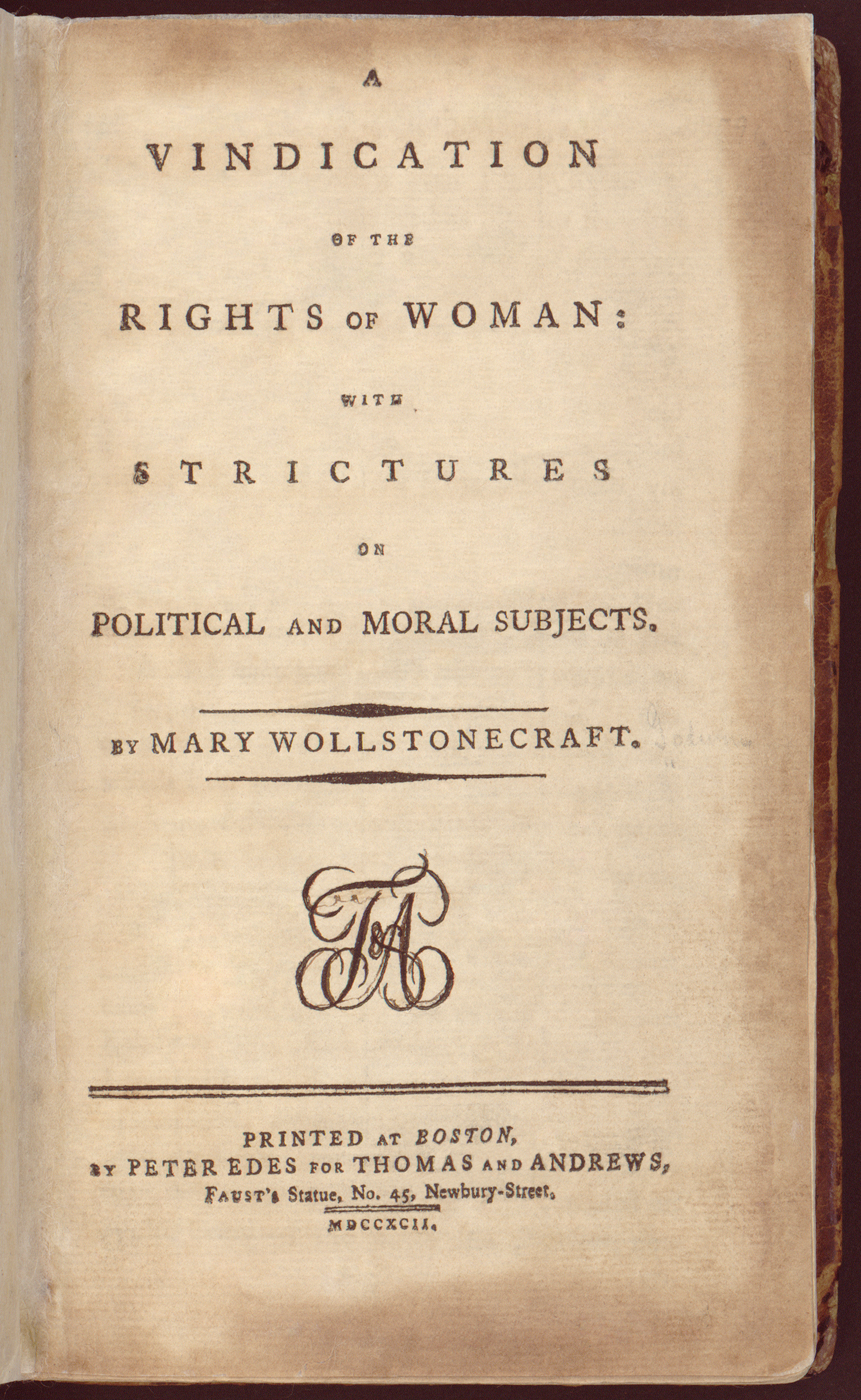
Перше американське видання трактату «На захист прав жінок» (1792)

На думку Волстонкрафт, більшість її сучасниць дурні й поверхневі («спанієлі» та «іграшки») не через вроджену нестачу розуму, а швидше тому, що чоловіки закрили їм доступ до освіти. Волстонкрафт зосереджується на поясненні обмежень, що стоять перед жінкам через недостатність освіти: «Навчений з дитинства, що краса — скіпетр жінки, розум пристосовується до тіла і, блукаючи своєю позолоченою кліткою, прагне лише прикрасити цю в'язницю». Вона має на увазі, що жінки могли б досягти більшого, якби з раннього віку вся їхня увага не зосереджувалась на красі та зовнішньому лиску.
Хоча Волстонкрафт закликає до рівності статей у специфічних сферах життя, як, наприклад, в етиці, вона не каже, що чоловіки і жінки рівні. Вона заявляє, що чоловіки і жінки рівні в очах Бога, що однак, суперечить її твердженням про перевагу чоловічої сили і доблесті. У відомій частині книги Волстонкрафт двозначно пише:
|  | Не треба робити висновок, що я бажаю перевернути усталений порядок речей. Я вже погодилась з тим, що, через статуру, чоловікам, здається, провидіння визначило більшу ступінь чесноти. Я кажу про статі в загальному, але не бачу і тіні причини, яка дозволяє прийти до висновку, що чоловічі чесноти повинні відрізнятися з погляду природи. Справді, як це можливо, якщо чеснота має лише один вічний стандарт? Тому, якщо міркувати послідовно, я повинна зробити висновок, що чоловіки і жінки рухаються в одному напрямку — як і Бог існує один.Оригінальний текст (англ.) Let it not be concluded that I wish to invert the order of things; I have already granted, that, from the constitution of their bodies, men seem to be designed by Providence to attain a greater degree of virtue. I speak collectively of the whole sex; but I see not the shadow of a reason to conclude that their virtues should differ in respect to their nature. In fact, how can they, if virtue has only one eternal standard? I must therefore, if I reason consequently, as strenuously maintain that they have the same simple direction, as that there is a God. |

Її неоднозначні твердження щодо рівності статей заважають беззастережно віднести Волстонкрафт до феміністок у сучасному значенні (тим більше, що визначення «фемінізм» з'явилося пізніше).
Найбільш жорсткій критиці у своїй праці Волстонкрафт піддала помилкову і надмірну чутливість, особливо у жінок. Вона пише, що жінки, які піддаються чутливості, «рухомі будь-яким миттєвим поривом почуття» і, бувши «здобиччю своїх почуттів», не можуть мислити раціонально. Волстонкрафт стверджує, що вони завдають шкоди не лише собі, а й усій цивілізації: не допоможуть розвитку цивілізації (популярна ідея у XVIII столітті), навпаки, вони знищать її. Волстонкрафт не вважає, що розум і почуття повинні існувати незалежно один від одного; скоріше вони повинні доповнювати один одного.
На додаток до своїх основних філософських аргументів Волстонкрафт пропонує певний освітній план. У дванадцятій главі книги «Права жінки» — «Про національну освіту» — вона стверджує, що всіх дітей треба посилати в «сільську денну школу». Діти також мають здобувати початкову освіту вдома, «щоб зростити любов до дому і сімейних задоволень». Вона також вважає, що навчання має бути спільне, оскільки чоловіки і жінки, шлюби яких є «цементом суспільства», повинні бути «освічені за єдиним зразком».
Волстонкрафт звертається до середнього класу, який вона описує як «найприродніший стан». Багато в чому книга «Права жінки» висловлює буржуазні уявлення про світ, заохочує скромність і підприємливість середнього класу, нападає на марність аристократії. Разом з тим, Волстонкрафт у державному плані за освітою пропонує після досягнення дев'ятирічного віку бідних, за винятком тих, хто показує блискучі успіхи, відокремлювати від багатих дітей і вчити в інших школах.

### Романи

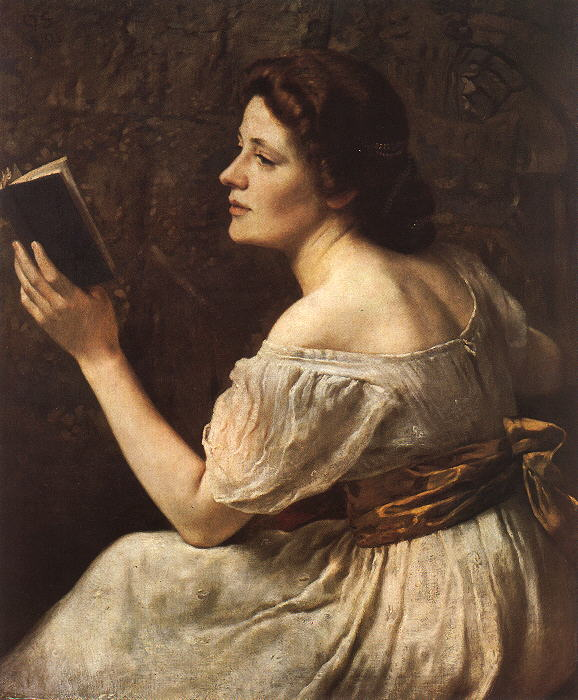
«Дівчина, яка читає» Отто Шолдерера (1883). І в романі «Мері», і в романі «Марія, або Помилки жінки» Волстонкрафт критикує жінок, які уявляють себе сентиментальними героїнями.

У своїх романах Волстонкрафт критикує патріархальний, на її думку, інститут шлюбу і його шкідливий вплив на жінок. У першому романі, «Мері» (англ. Mary: A Fiction, 1788), героїня змушена з матеріальних причин вступити в шлюб без кохання; вона компенсує своє бажання любові і прихильності поза шлюбом двома пристрасними романтичними стосунками: дружбою з жінкою і любов'ю до чоловіка. Незакінчений роман «Марія, або Помилки жінки» (Maria; or, The Wrongs of Woman, 1798), виданий посмертно, вважають радикально-феміністською роботою Волстонкрафт. Дія розгортається навколо жінки, яку чоловік запроторює в божевільню. Як і Мері, Марія теж знаходить задоволення поза шлюбом у романі з «сусідом по камері» і в дружбі з одним із санітарів. У романах Волстонкрафт немає опису успішного шлюбу, як в трактаті «Захист прав жінки». Наприкінці «Мері» героїня йде в єдино щасливий світ у її очах — «у той світ, де немає ні шлюбу, ні необхідності в нього вступати».
Обидва твори торкаються також ідеї чутливості — етики і естетики, що стала популярною наприкінці XVIII століття. «Мері» — сентиментальний роман, і Волстонкрафт намагається підірвати самі основи жанру — філософію, яка шкодить жінкам, тому що заохочує їх занадто покладатися на емоції. У романі «Хибні уявлення жінки» потурання героїні романтичним фантазіям, таємним любовним стосункам, здається особливо шкідливим.
Стосунки між жінками є центральними в обох романах, але дружба Марії і Джемайми, її служниці, — має велике значення для історії літератури. Ця дружба між жінками вищого і нижчого стану, заснована на співчутливому зв'язку материнства, є одним з важливих етапів в історії феміністичної літератури, знаком того, що жінки з різних класів мають спільні інтереси просто тому, що народилися жінками.

### Листи, написані у Швеції, Норвегії і Данії (1796)
Збірка «Листи, написані у Швеції, Норвегії та Данії» — глибоко особисте зібрання подорожніх нотаток. Ці двадцять п'ять листів охоплюють широке коло тем: соціальні роздуми про Скандинавію та її народи, філософські питання, стосунки з Імлеєм (у тексті його ім'я не називається). Використовуючи риторику піднесеного, Волстонкрафт досліджує взаємини між власною особистістю і суспільством. Під сильним впливом Руссо, «Листи, написані у Швеції, Норвегії і Данії» розвивають теми, підняті в його книзі «Прогулянки самотнього мрійника» (1782): «…пошук джерела людського щастя, стоїчне відхилення матеріальних товарів, екстатичні обійми природи та істотну роль почуття в розумінні». Однак, у той час як Руссо в кінцевому підсумку протистоїть суспільству, Волстонкрафт звеличує інститут сім'ї й технічний прогрес.

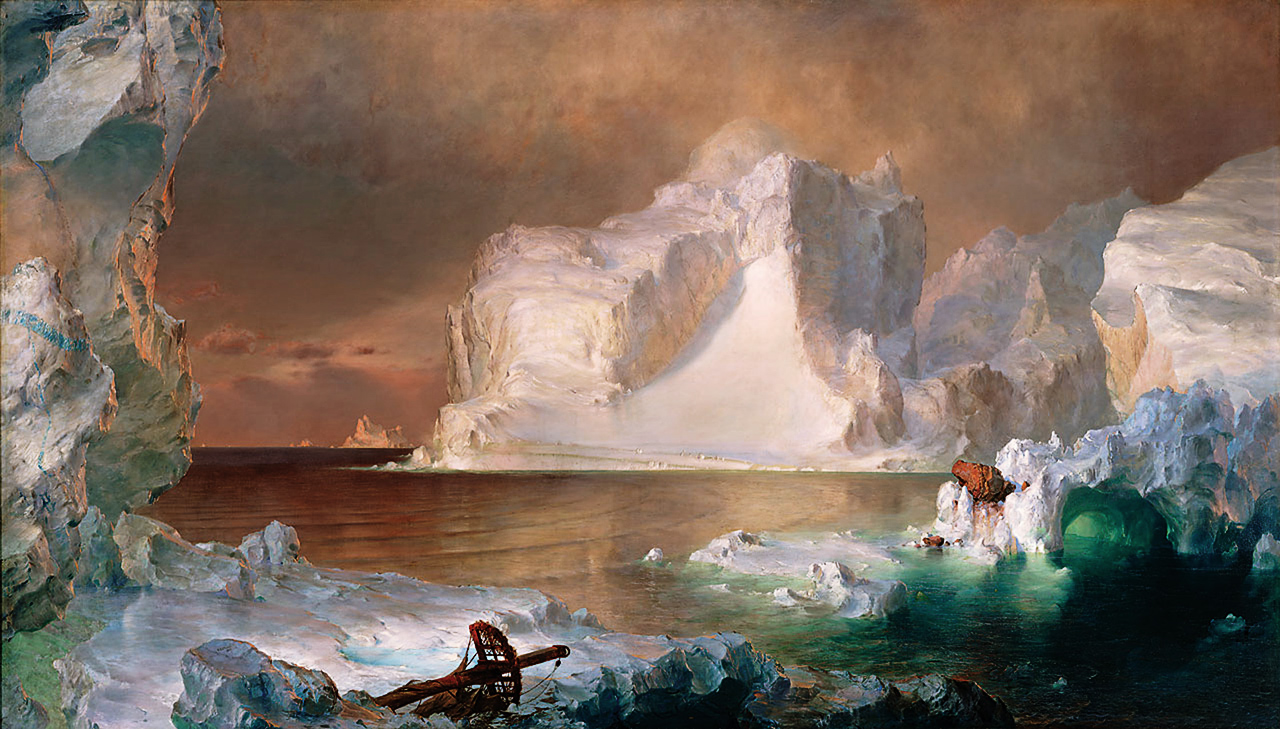
«Айсберги» Фредеріка Едвіна Черча (1861)

Волстонкрафт підтримує суб'єктивний досвід, особливо в тому, що стосується природи, досліджуючи зв'язки між піднесеним і чутливістю. Багато з листів описують приголомшливий краєвид Скандинавії й бажання авторки створити емоційний зв'язок з цим природним світом. Таким чином, тут вона надає більшого значення уяві, ніж у попередніх працях. Як завжди, Волстонкрафт захищає звільнення і освіту жінок. Однак, на відміну від попередніх робіт, вона ілюструє згубний вплив духу торгівлі на суспільство, протиставляючи художній зв'язок зі світом матеріальному зв'язкові, переносячи це на свої взаємини з Імлеєм.
Збірник «Листи, написані у Швеції…» був найпопулярнішою книгою Волстонкрафт у 1790-х роках. Він добре продавався і отримав позитивні рецензії від більшості критиків. Про нього Ґодвін написав, що ця книга розрахована на те, «щоб закохати чоловіка в письменницю». Листи вплинули на Романтичних поетів, наприклад, на Вільяма Вордсворта і Самюела Тейлора Колріджа, які використовували схожі теми і естетику.

## Список творів
Це повний список творів Мері Волстонкрафт. Якщо не вказується інакше, вони є першими виданнями.

### Твори
- Думки про освіту дочок з роздумами про жіноче поведінку в більш важливих боргах життя = Thoughts on the Education of Daughters; with Reflections on Female Conduct, in the More Important Duties of Life. — Лондон : Joseph Johnson, 1787.
- Мері = Mary: A Fiction. — Лондон : Joseph Johnson, 1788.
- Оригінальні розповіді з дійсності з розмовами, розраховані на те, щоб управить почуття і будувати розум за зразком правди і доброти = Original Stories from Real Life; with Conversations Calculated to Regulate the Affections and Form the Mind to Truth and Goodness. — Лондон : Joseph Johnson, 1788.
- Жіноча хрестоматія або різноманітні твори в прозі і у віршах, вибрані з кращих авторів і розташовані під належними заголовками, для поліпшення молодих жінок = The Female Reader; or, Miscellaneous Pieces, in Prose and Verse; Selected from the Best Writers, and Disposed under Proper Heads; for the Improvement of Young Women / Під. ред. М. Волстонкрафт [псевд. «Mr Cresswick»]. — Лондон : Joseph Johnson, 1789.
- Захист прав людини, в листі до високоповажного Едмунда Берку = A Vindication of the Rights of Men, in a Letter to the Right Honourable Edmund Burke. — Лондон : Joseph Johnson, 1790.
- Захист прав жінки з критикою на моральні і політичні теми = A Vindication of the Rights of Woman with Strictures on Moral and Political Subjects. — Лондон : Joseph Johnson, 1792.
- Про який панує думці про статевий характер в жінках з критикою про спадок доктора Грегорі дочкам [з книги «Rights of Women»] = On the Prevailing Opinion of a Sexual Character in Women, with Strictures on Dr. Gregory’s Legacy to His Daughters // New Annual Register. — 1792. — С. 457—466.
- Історичний і моральний огляд Французької революції і її наслідок в Європі = An Historical and Moral View of the French Revolution; and the Effect It Has Produced in Europe. — Лондон : Joseph Johnson, 1794.
- Листи, написані при короткому перебування в Швеції, Норвегії і Данії = Letters Written during a Short Residence in Sweden, Norway, and Denmark. — Лондон : Joseph Johnson, 1796.
- Про поезії і нашому пристрасті до красот природи // Monthly Magazine. — Квітень 1797.
- Хибні уявлення заважають жінки, або Марія = The Wrongs of Woman, or Maria // Posthumous Works of the Author of A Vindication of the Rights of Woman / Під. ред. В. Ґодвін. — Лондон : Joseph Johnson, 1798. [посмертне видання, незавершене]
- Печера фантазії = The Cave of Fancy // Posthumous Works of the Author of A Vindication of the Rights of Woman / Під. ред. В. Ґодвін. — Лондон : Joseph Johnson, 1798. [посмертне видання; фрагмент написаний 1787 р.]
- Лист про справжній характер французької нації = Letter on the Present Character of the French Nation // Posthumous Works of the Author of A Vindication of the Rights of Woman / Під. ред. В. Ґодвін. — Лондон : Joseph Johnson, 1798. [посмертне видання, написане 1793 р.]
- Фрагмент листів про керівництво дітьми = Fragment of Letters on the Management of Infants // Posthumous Works of the Author of A Vindication of the Rights of Woman / Під. ред. В. Ґодвін. — Лондон : Joseph Johnson, 1798. [посмертне видання, незавершене]
- Уроки = Lessons // Posthumous Works of the Author of A Vindication of the Rights of Woman / Під. ред. В. Ґодвін. — Лондон : Joseph Johnson, 1798. [посмертне видання, незавершене]
- Поради = Hints // Posthumous Works of the Author of A Vindication of the Rights of Woman / Під. ред. В. Ґодвін. — Лондон : Joseph Johnson, 1798. [посмертне видання; записки на другий том книги «Rights of Woman», ніколи не написані]
- [Різні статті, видані анонімно] // Analytical Review. — 1788—1797.

### Переклади
- Necker, J. Про важливість релігійних думок = Of the Importance of Religious Opinion / Переклад M. Wollstonecaft. — Лондон : Joseph Johnson, 1788.
- de Cambon, M. G. v. d. W. Молодий Грандісон. Серія листів від молодих людей своїм друзям = Young Grandison. A Series of Letters from Young Persons to Their Friends / Переклад M. Wollstonecaft. — Лондон : Joseph Johnson, 1790.
- Salzmann, C. G. Елементи моральності для використання дітьми з вступним зверненням до батьків = Elements of Morality, for the Use of Children; with an Introductory Address to Parents / Переклад M. Wollstonecaft. — Лондон : Joseph Johnson, 1790.

### Первинні джерела
- Burke, Paine, Godwin, and the Revolution Controversy / Ed. Marilyn Butler. — Cambridge : Cambridge University Press, 2002. — ISBN 0-521-28656-5.
- Wollstonecraft, M. The Collected Letters of Mary Wollstonecraft / Ed. Janet Todd. — New York : Columbia University Press, 2003. — ISBN 0-521-28656-5.
- Wollstonecraft, M. The Complete Works of Mary Wollstonecraft / Ed. Janet Todd and Marilyn Butler. — London : William Pickering, 1989. — ISBN 0-8147-9225-1.
- Wollstonecraft, M. The Vindications: The Rights of Men and The Rights of Woman / Ed. D. L. Macdonald and Kathleen Scherf. — Toronto : Broadview Literary Texts, 1997. — ISBN 1-55111-088-1.

### Життєписи
- Flexner, E. Mary Wollstonecraft: A Biography. — New York : Coward, McCann and Geoghegan, 1972. — ISBN 0-6981-0447-1.
- Godwin, W. Memoirs of the Author of a Vindication of the Rights of Woman / Ed. Pamela Clemit и Gina Luria Walker. — Peterborough : Broadview Press, 2001. — ISBN 1-55111-259-0.
- Hays, M. Memoirs of Mary Wollstonecraft // Annual Necrology. — 1797—98. — С. 411—460.
- Sunstein, E. A Different Face: The Life of Mary Wollstonecraft. — Boston : Little, Brown, 1975. — ISBN 0-06-014201-4.
- St Clair, W. The Godwins and the Shelleys: The Biography of a Family. — New York : W. W. Norton, 1989. — ISBN 0-8018-4233-6.
- Todd, J. Mary Wollstonecraft: A Revolutionary Life. — London : Weidenfeld and Nicholson, 2000. — ISBN 0-231-12184-9.
- Tomalin, C. The Life and Death of Mary Wollstonecraft. — Rev. ed. — New York : Penguin, 1992. — ISBN 0-14-016761-7.
- Wardle, R. M. Mary Wollstonecraft: A Critical Biography. — Lincoln : University of Nebraska Press, 1951.

### Інші джерела
- Conger, S. M. Mary Wollstonecraft and the Language of Sensibility. — Rutherford : Fairleigh Dickinson University Press, 1994. — ISBN 0-8386-3553-9.
- Favret, M. Romantic Correspondence: Women, Politics and the Fiction of Letters. — Cambridge : Cambridge University Press, 1993. — ISBN 0-521-41096-7.
- Feminist Interpretations of Mary Wollstonecraft / Ed. M. J. Falco. — University Park : Penn State Press, 1996. — ISBN 0-271-01493-8.
- Janes, R. M. On the Reception of Mary Wollstonecraft’s "A Vindication of the Rights of Woman" // Journal of the History of Ideas. — 1978. — Т. 39. — С. 293—302.
- Johnson, C. L. Equivocal Beings: Politics, Gender, and Sentimentality in the 1790s. — Chicago : University of Chicago Press, 1995. — ISBN 0-226-401847.
- Jones, V. Mary Wollstonecraft and the Literature of Advice and Instruction // The Cambridge Companion to Mary Wollstonecraft / C. L. Johnson. — Cambridge : Cambridge University Press, 2002. — ISBN 0-521-78952-4.
- Jones, C. Mary Wollstonecraft’s "Vindications" and Their Political Tradition // The Cambridge Companion to Mary Wollstonecraft / C. L. Johnson. — Cambridge : Cambridge University Press, 2002. — ISBN 0-521-78952-4.
- Kaplan, C. Mary Wollstonecraft’s Reception and Legacies // The Cambridge Companion to Mary Wollstonecraft / C. L. Johnson. — Cambridge : Cambridge University Press, 2002. — ISBN 0-521-78952-4.
- Kaplan, C. Pandora’s Box: Subjectivity, Class and Sexuality in Socialist Feminist Criticism // Sea Changes: Essays on Culture and Feminism. — London : Verso, 1986. — ISBN 0-86091-151-9.
- Kaplan, C. Wild Nights: Pleasure/Sexuality/Feminism // Sea Changes: Essays on Culture and Feminism. — London : Verso, 1986. — ISBN 0-86091-151-9.
- Kelly, G. Revolutionary Feminism: The Mind and Career of Mary Wollstonecraft. — New York : St. Martin’s, 1992. — ISBN 0-312-12904-1.
- Myers, M. Impeccable Governess, Rational Dames, and Moral Mothers: Mary Wollstonecraft and the Female Tradition in Georgian Children’s Books // Children’s Literature. — 1986. — Т. 14. — С. 31—59.
- Myers, M. Sensibility and the "Walk of Reason": Mary Wollstonecraft’s Literary Reviews as Cultural Critique // Sensibility in Transformation: Creative Resistance to Sentiment from the Augustans to the Romantics / Ed. S. M. Conger. — Rutherford : Fairleigh Dickinson University Press, 1990. — ISBN 0-8386-3352-8.
- Myers, M. Wollstonecraft’s "Letters Written . . . in Sweden“: Towards Romantic Autobiography // Studies in Eighteenth-Century Culture. — 1979. — Т. 8. — С. 165—85.
- Poovey, M. The Proper Lady and the Woman Writer: Ideology as Style in the Works of Mary Wollstonecraft, Mary Shelley and Jane Austen. — Chicago : University of Chicago Press. — ISBN 0-226-67528-9.
- Richardson, E. Mary Wollstonecraft’s "Vindications" and Their Political Tradition // The Cambridge Companion to Mary Wollstonecraft / Ed. C. L. Johnson. — Cambridge : Cambridge University Press, 2002. — ISBN 0-521-78952-4.
- Sapiro, V. A Vindication of Political Virtue: The Political Theory of Mary Wollstonecraft. — Chicago : University of Chicago Press, 1992. — ISBN 0-226-73491-9.
- Taylor, B. Mary Wollstonecraft and the Feminist Imagination. — Cambridge : Cambridge University Press, 2003. — ISBN 0-521-66144-7.
- Todd, J. Women's Friendship in Literature. — New York : Columbia University Press, 1980. — ISBN 0-231-04562-X.